# Teddy Pendergrass

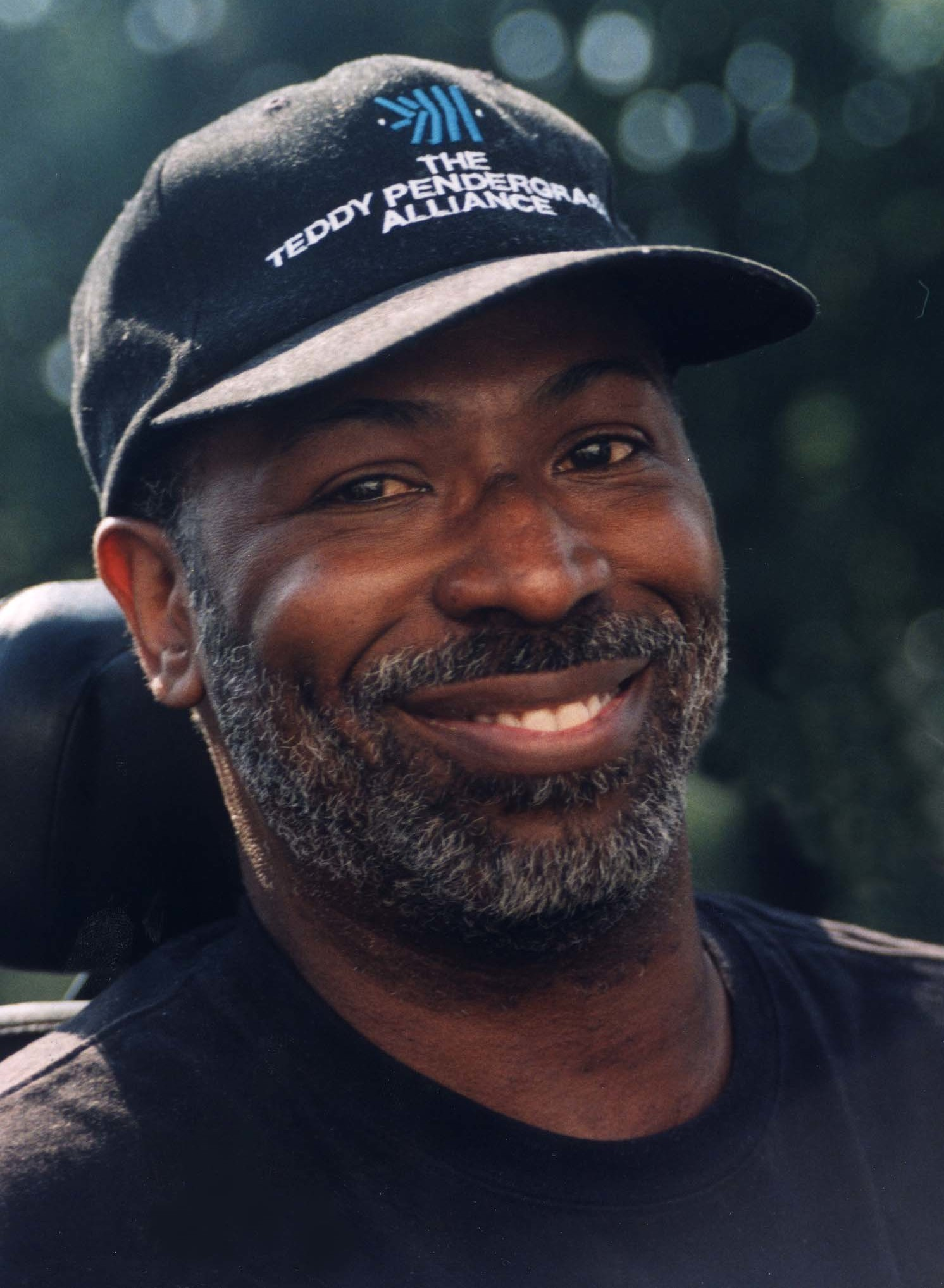
Teddy Pendergrass, 2001

Theodore DeReese „Teddy“ Pendergrass (* 26. März 1950 in Kingstree, South Carolina; † 13. Januar 2010 in Philadelphia, Pennsylvania) war ein US-amerikanischer R&B-Sänger.

## Leben und Karriere
Seine musikalischen Wurzeln liegen in den Gospelchören seiner Heimatstadt Philadelphia; 1969 war Teddy Pendergrass mit seiner Doo-Wop-Band „The Cadillacs“ im Vorprogramm der Gruppe Harold Melvin and the Blue Notes. Der Bandgründer Harold Melvin engagierte ihn dann als Ersatz für den damaligen Leadsänger John Atkins, der während einer Tour 1970 wegen Krankheit ausgefallen war. Die Gruppe hatte im Zuge der Phillysound-Ära der Produzenten Kenny Gamble und Leon Huff zahlreiche kommerzielle Erfolge, ehe Pendergrass schließlich den Entschluss fasste, sich von der Band zu lösen und als Solosänger weiterzuarbeiten. Sein Manager war in dieser Zeit der amerikanische Musikmanager Shep Gordon.

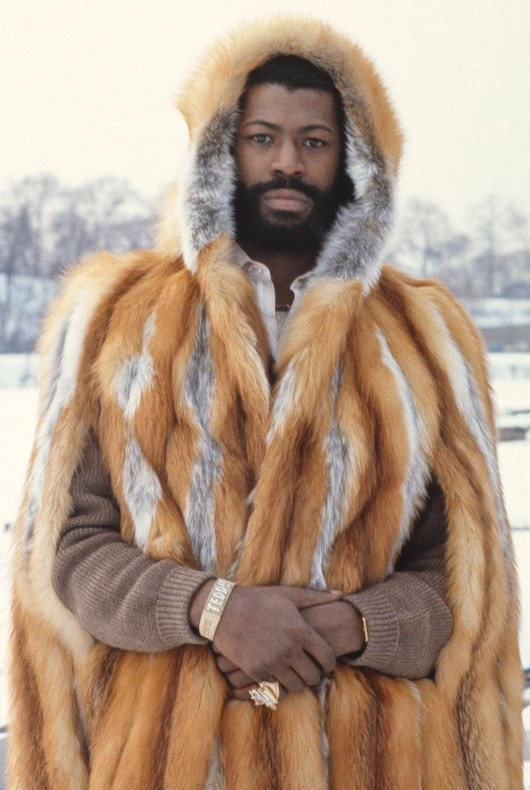
Pendergrass, 1979

Vier seiner ersten Alben zwischen 1977 und 1981 erreichten Platin-Status. Er schaffte in den Pop-Charts hiermit teilweise Top-10-Hits. Das Album Teddy (1979) erreichte Platz 5 der amerikanischen Pop-Album-Charts. Aufgrund der großen Zahl weiblicher Anhänger veranstaltete Pendergrass auch Konzerte, bei denen ausschließlich Frauen Zutritt hatten.
Auf dem Höhepunkt seiner Karriere hatte er am 18. März 1982 einen schweren Autounfall. Er kam im Nordwesten von Philadelphia mit seinem grünen Rolls-Royce Silver Spirit auf einem Highway von der Straße ab. Es wird häufig gemutmaßt, dass die Bremsen des Fahrzeugs manipuliert waren. Seine Verletzungen waren so schwer, dass er von da an querschnittsgelähmt und auf einen Rollstuhl angewiesen war. Seine Karriere trieb er jedoch weiter voran. Nach acht Alben für Philadelphia International Records wechselte er 1984 zu Elektra Records. 1984 sang er im Rollstuhl sitzend im Video zu Hold Me mit Whitney Houston.
Am 13. Juli 1985 trat Pendergrass zusammen mit Ashford & Simpson beim Live-Aid-Konzert in Philadelphia auf. In den 1980er und 1990er Jahren veröffentlichte er weitere Alben und zusammen mit Patricia Romanowski eine Biografie unter dem Titel Truly Blessed.
Nachdem bei ihm Darmkrebs diagnostiziert worden war, wurde er am 5. Juni 2009 erfolgreich operiert und am 15. Juni 2009 nach Hause entlassen. Wegen akuter Probleme mit dem Atemsystem wurde er jedoch am darauffolgenden Tag erneut in ein Krankenhaus eingeliefert. Knapp sieben Monate später, am 13. Januar 2010, starb er in einem Krankenhaus in Philadelphia an Lungenversagen.

## Auszeichnungen
Pendergrass war fünfmal für den Grammy als bester männlicher R&B-Künstler nominiert:
- Close the Door (1979)
- I Can’t Live Without Your Love (1982)
- Joy (1989)
- How Can You Mend a Broken Heart? (1992)
- Voodoo (1994)

## Diskografie

### Studioalben
| Jahr | Titel                                 | Höchstplatzierung, Gesamtwochen, AuszeichnungChartplatzierungen (Jahr, Titel, Platzierungen, Wochen, Auszeichnungen, Anmerkungen) | Höchstplatzierung, Gesamtwochen, AuszeichnungChartplatzierungen (Jahr, Titel, Platzierungen, Wochen, Auszeichnungen, Anmerkungen) | Anmerkungen                              |
| Jahr | Titel                                 | UK | US | Anmerkungen                              |
| ---- | ------------------------------------- | --- | --- | ---------------------------------------- |
| 1977 | Teddy Pendergrass                     | — | US17 Platin · (35 Wo.)US | Erstveröffentlichung: 12. Juni 1977      |
| 1978 | Life Is a Song Worth Singing          | — | US11 Platin · (35 Wo.)US | Erstveröffentlichung: 2. Juni 1978       |
| 1979 | Teddy                                 | — | US5 Platin · (31 Wo.)US | Erstveröffentlichung: 23. Juni 1979      |
| 1980 | TP                                    | — | US14 Platin · (34 Wo.)US | Erstveröffentlichung: 25. Juli 1980      |
| 1981 | It’s Time for Love                    | — | US19 Gold · (27 Wo.)US | Erstveröffentlichung: 2. September 1981  |
| 1982 | This One’s for You                    | — | US59 (15 Wo.)US | Erstveröffentlichung: 23. Juli 1982      |
| 1983 | Heaven Only Knows                     | — | US123 (9 Wo.)US | Erstveröffentlichung: 27. Oktober 1983   |
| 1984 | Love Language                         | — | US38 Gold · (35 Wo.)US | Erstveröffentlichung: 30. November 1984  |
| 1985 | Workin’ It Back                       | — | US96 (23 Wo.)US | Erstveröffentlichung: 7. Dezember 1985   |
| 1988 | Joy                                   | UK45 (8 Wo.)UK | US54 Gold · (24 Wo.)US | Erstveröffentlichung: 10. Mai 1988       |
| 1991 | Truly Blessed                         | — | US49 (16 Wo.)US | Erstveröffentlichung: 5. März 1991       |
| 1993 | A Little More Magic                   | — | US92 (8 Wo.)US | Erstveröffentlichung: 14. September 1993 |
| 1997 | You and I                             | — | US137 (5 Wo.)US | Erstveröffentlichung: 15. April 1997     |
| 1998 | This Christmas (I’d Rather Have Love) | — | — | Erstveröffentlichung: 15. September 1998 |

### Livealben
| Jahr | Titel                | Höchstplatzierung, Gesamtwochen, AuszeichnungChartsChartplatzierungen (Jahr, Titel, Platzierungen, Wochen, Auszeichnungen, Anmerkungen) | Anmerkungen                             |
| Jahr | Titel                | US | Anmerkungen                             |
| ---- | -------------------- | --- | --------------------------------------- |
| 1979 | Live! Coast to Coast | US33 Gold · (15 Wo.)US | Erstveröffentlichung: 23. November 1979 |

Weitere Livealben
- 2002: From Teddy, With Love

### Kompilationen
| Jahr | Titel                                     | Höchstplatzierung, Gesamtwochen, AuszeichnungChartplatzierungen (Jahr, Titel, Platzierungen, Wochen, Auszeichnungen, Anmerkungen) | Höchstplatzierung, Gesamtwochen, AuszeichnungChartplatzierungen (Jahr, Titel, Platzierungen, Wochen, Auszeichnungen, Anmerkungen) | Anmerkungen                            |
| Jahr | Titel                                     | UK | US | Anmerkungen                            |
| ---- | ----------------------------------------- | --- | --- | -------------------------------------- |
| 2004 | Satisfaction Guaranteed: The Very Best of | UK26 (4 Wo.)UK | — | Erstveröffentlichung: 8. März 2004     |
| 2007 | The Essential                             | — | US136 (1 Wo.)US | Erstveröffentlichung: 6. November 2007 |
| 2009 | Playlist: The Very Best of                | — | US173 (1 Wo.)US | Erstveröffentlichung: 13. Januar 2009  |

Weitere Kompilationen
- 1985: Greatest Hits
- 2001: Greatest Slow Jams
- 2004: The Love Songs Collection
- 2011: S.O.U.L.

### Singles
| Jahr | Titel Album                                                               | Höchstplatzierung, Gesamtwochen, AuszeichnungChartplatzierungen (Jahr, Titel, Album, Platzierungen, Wochen, Auszeichnungen, Anmerkungen) | Höchstplatzierung, Gesamtwochen, AuszeichnungChartplatzierungen (Jahr, Titel, Album, Platzierungen, Wochen, Auszeichnungen, Anmerkungen) | Anmerkungen                                            | [↑]: gemeinsam behandelt mit vorhergehendem Eintrag; [←]: in beiden Charts platziert |
| Jahr | Titel Album                                                               | UK | US | Anmerkungen                                            |                                                                                      |
| ---- | ------------------------------------------------------------------------- | --- | --- | ------------------------------------------------------ | ------------------------------------------------------------------------------------ |
| 1977 | I Don’t Love You Anymore Teddy Pendergrass                                | — | US41 (14 Wo.)US | Erstveröffentlichung: 15. April 1977                   |                                                                                      |
| 1977 | The Whole Town’s Laughing at Me Teddy Pendergrass                         | UK44 (3 Wo.)UK | — | Erstveröffentlichung: 12. August 1977                  |                                                                                      |
| 1978 | Close the Door Life Is a Song Worth Singing                               | UK41 (6 Wo.)UK | US25 Gold · (13 Wo.)US | Erstveröffentlichung: 4. Mai 1978                      |                                                                                      |
| 1978 | Only You Life Is a Song Worth Singing[UK: ↑]                              | UK41 (6 Wo.)UK | — | Erstveröffentlichung: September 1978                   |                                                                                      |
| 1979 | Turn Off the Lights Teddy                                                 | — | US48 (6 Wo.)US | Erstveröffentlichung: 22. Mai 1979                     |                                                                                      |
| 1980 | Can’t We Try TP                                                           | — | US52 (12 Wo.)US | Erstveröffentlichung: 12. Juni 1980                    |                                                                                      |
| 1980 | Love T.K.O. TP                                                            | — | US44 (13 Wo.)US | Erstveröffentlichung: 2. Oktober 1980                  |                                                                                      |
| 1981 | Two Hearts Satisfaction Guaranteed: The Very Best of / Stephanie          | UK49 (5 Wo.)UK | US40 (13 Wo.)US | Erstveröffentlichung: Mai 1981 mit Stephanie Mills     |                                                                                      |
| 1981 | You’re My Latest, My Greatest Inspiration It’s Time for Love              | — | US43 (11 Wo.)US | Erstveröffentlichung: 21. Oktober 1981                 |                                                                                      |
| 1984 | Hold me Love Language / Whitney Houston                                   | UK44 (7 Wo.)UK | US46 (18 Wo.)US | Erstveröffentlichung: 24. Mai 1984 mit Whitney Houston |                                                                                      |
| 1988 | Joy                                                                       | UK58 (3 Wo.)UK | US77 (6 Wo.)US | Erstveröffentlichung: Mai 1988                         |                                                                                      |
| 1994 | The More I Get, The More I Want Satisfaction Guaranteed: The Very Best of | UK35 (2 Wo.)UK | — | Erstveröffentlichung: November 1994 feat. KWS          |                                                                                      |
| 1997 | Don’t Keep Wastin’ My Time You and I                                      | — | US90 (6 Wo.)US | Erstveröffentlichung: April 1997                       |                                                                                      |

### Videoalben
| Jahr | Titel                | Höchstplatzierung, Gesamtwochen, AuszeichnungChartsChartplatzierungen (Jahr, Titel, Platzierungen, Wochen, Auszeichnungen, Anmerkungen) | Anmerkungen                |
| Jahr | Titel                | UK | Anmerkungen                |
| ---- | -------------------- | --- | -------------------------- |
| 2019 | If You Don’t Know Me | UK7 (3 Wo.)UK | Erstveröffentlichung: 2019 |